# Utrine
Utrine (húngaro: Törökfalu; serbocroata cirílico: Утрине) es un pueblo de Serbia perteneciente al municipio de Ada en el distrito de Banato del Norte de la provincia autónoma de Voivodina.
En 2011 tenía 906 habitantes, casi todos étnicamente magiares.
El pueblo tiene su origen en la década de 1880, cuando era un área rústica perteneciente al reino de Hungría, en la que cuatro familias construyeron unas casas, a las que progresivamente fueron añadiéndose otras. Después de la Segunda Guerra Mundial, el gobierno de Yugoslavia fomentó la construcción de más casas junto a las iniciales y las acompañó de servicios públicos para formar un pueblo. El pueblo siempre ha estado habitado principalmente por magiares, que en 1972 construyeron su templo católico.
Se ubica unos 20 km al oeste de la capital municipal Ada.